# 아나스타시야 베라메옌카
아나스타시야 울라지미라우나 베라메옌카(벨라루스어: Анастасія Уладзіміраўна Верамеенка, 러시아어: Анастаси́я Влади́мировна Вереме́енко 아나스타시야 블라디미로브나 베레메옌코[*], 1987년 7월 10일 ~ )는 벨라루스의 농구 선수로 포지션은 파워 포워드이다. 현재 러시아 여자 농구 프리미어리그의 나데즈다 오렌부르크에서 활동하고 있다. 벨라루스 여자 국가대표팀의 일원으로도 활동하고 있으며, 2007년 여자 유로바스켓에서 3위, 2008년 하계 올림픽에서 6위에 올랐다.
오빠인 울라지미르도 농구 선수이다.